# Elizaveta Bojarskaja
Elizaveta Michajlovna Bojarskaja (in russo Елизаве́та Миха́йловна Боя́рская?; Leningrado, 20 dicembre 1985) è un'attrice russa, che ha recitato a teatro e al cinema.

## Biografia
Figlia degli attori Larisa Luppian e Michail Bojarskij, ha studiato recitazione nella sua città natale e ha iniziato la carriera di attrice teatrale, venendo anche premiata per il suo lavoro a teatro nel 2006. Quattro anni dopo sposa Maksim Matveev dal quale ha un figlio nel 2012, Andrej.

## Filmografia parziale

### Cinema
- La caduta - Gli ultimi giorni di Hitler (Der Untergang), regia di Oliver Hirschbiegel (2004)
- Ирония Судьбы. Продолжение; Ironiya sud’by. Prodolženie, regia di Timur Bekmambetov (2007)
- Admiral" (Адмиралъ), regia di Andrej Kravčuk (2008)
- Pjat' nevest (Пять невест), regia di Karen Oganesjan (2011)
- Сказка. Есть, regia di Konstantin Stackij, Elizaveta Solomina e Aleksandr Baršak (2012)
- Zолушка, regia di Anton Bormatov (2012)
- Статус: Свободен, regia di Pavel Ruminov (2016)
- Анна Каренина. История Вронского, regia di Karen Šachnazarov (2016)

### Televisione
- Pëtr Pervyj. Zaveščanie, regia di Vladimir Bortko - miniserie TV, 4 puntate (2011)
- Три богатыря (2012)
- Шерлок Холмс (2013) - nell'episodio Beyker Strit, 221b